# Hilara novakii
Hilara novakii är en tvåvingeart som beskrevs av Josef Mik 1892. Hilara novakii ingår i släktet Hilara och familjen dansflugor. Inga underarter finns listade i Catalogue of Life.